# 황색 깃발을 올려라
《황색 깃발을 올려라》(원제 《Go for Broke!》)는 제2차 세계 대전 당시 일본계 2세들로 편성된 100대대와 442 연대전투단을 배경으로 제작된 1951년 영화다. 영화는 벤 존슨이 맡은 미국인 신참 소위가 하와이의 100대대에 부임하면서 시작된다. 이 영화에는 실제 100대대와 442연대투단으로 참전했던 일본계 2세들이 몇 명 출연하여 사실감을 높였으며, 부대의 훈련부터 시작하여 전쟁 중 이탈리아와 프랑스 지역에서 부대의 활약상과 여러 가지 에피소드를 담고 있다.

## 영화에 출연한 참전군인
- 샘 - 레인 나카노
- 치크 - 조지 미키
- 프랭크 - 후쿠나가 아키라
- 카즈 - 켄 오카모토
- 오하라 - 헨리 오야사토
- 마사미 - 해리 하마다

## 출연

### 주연
- 밴 존슨

### 조연
- 워너 앤더슨
- 돈 헤거티
- 지아나 마리아 카날레
- 댄 리스

## 기타
- 미술: 세드릭 기븐스
- 미술: 에디 이마주